# Tischtennis-Bundesliga 1971/72
Die Bundesliga 1971/72 der Männer war die 6. Spielzeit der höchsten deutschen Spielklasse im Tischtennis. Meister wurde der Mettmanner TV.

## Saison
Es nahmen zehn Mannschaften teil, neu waren der Hertha BSC und der TTC Mörfelden, die für SV Weißblau-Allianz München und DJK TuSA 06 Düsseldorf aufstiegen. Meister wurde der Mettmanner TV. Der VfL Osnabrück und Post SV Augsburg stiegen ab und wurden durch TTG Altena-Nachrodt und den TSV Milbertshofen ersetzt.

### Abschlusstabelle
| Pl. | Mannschaft                 | Bgn. | Spiele  | +/-  | Punkte |
| --- | -------------------------- | ---- | ------- | ---- | ------ |
| 1   | Mettmanner TV              | 18   | 159:83  | +76  | 33:3   |
| 2   | Meidericher TTC            | 18   | 153:89  | +64  | 31:5   |
| 3   | Borussia Düsseldorf (M, P) | 18   | 152:104 | +48  | 26:10  |
| 4   | Hertha BSC (N)             | 18   | 132:129 | +3   | 20:16  |
| 5   | Eintracht Frankfurt        | 18   | 129:129 | ±0   | 20:16  |
| 6   | TTV Metelen                | 18   | 126:117 | +9   | 18:18  |
| 7   | TGS Rödelheim              | 18   | 115:134 | −19  | 13:23  |
| 8   | TTC Mörfelden (N)          | 18   | 109:138 | −29  | 12:24  |
| 9   | VfL Osnabrück              | 18   | 102:145 | −43  | 7:29   |
| 10  | Post SV Augsburg           | 18   | 53:162  | −109 | 0:36   |

| Zum Saisonende 1971/72: |                                                     |
|                         | Meister: Mettmanner TV                              |
|                         | Abstieg: VfL Osnabrück, Post SV Augsburg            |
| Zum Saisonende 1970/71: |                                                     |
| (M)                     | Meister der Vorsaison: Borussia Düsseldorf          |
| (P)                     | Pokalsieger der Vorsaison: Borussia Düsseldorf      |
| (N)                     | Aufsteiger der Vorsaison: Hertha BSC, TTC Mörfelden |

## Aufstiegsrunde für die Saison 1972/73
In Ettlingen wurden die Aufsteiger für die Folgesaison 1972/73 ermittelt. Die vier teilnehmenden Mannschaften spielten Jeder gegen Jeden, es ergab sich folgende Platzierung:
- 1. TuS Nachrodt, 3 Punkte
- 2. TSV Milbertshofen, 2 Punkte
- 3. 1. FC Saarbrücken, ½ Punkt
- 4. Hamburger SV, ½ Punkt

Damit qualifizierten sich Nachrodt und Milbertshofen für den Aufstieg in die 1. Bundesliga.

## Trivia
- Die Meistermannschaft Mettmanner TV: Jochen Leiß, Rolf Jäger, Hans-Jörg Offergeld, Elmar Schneider, Ulrich Hirsch und Karl-Heinz Walbaum
- Erfolgreichster Spieler war Jochen Leiß.
- Mit 16.975 Zuschauern wurde der bis dahin beste Besuch seit Gründung der Bundesliga verzeichnet.